# Lövviolspindling
Lövviolspindling (Cortinarius violaceus) är en svampart som först beskrevs av Carl von Linné, och fick sitt nu gällande namn av Samuel Frederick Gray 1821. Lövviolspindling ingår i släktet Cortinarius och familjen spindlingar.  Arten är reproducerande i Sverige. Inga underarter finns listade i Catalogue of Life.
I den svenska databasen Dyntaxa används istället namnet Cortinarius harcynicus för samma taxon. 

## Källor

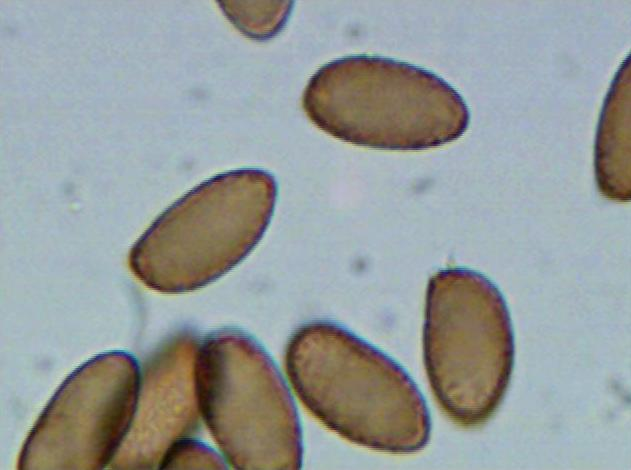
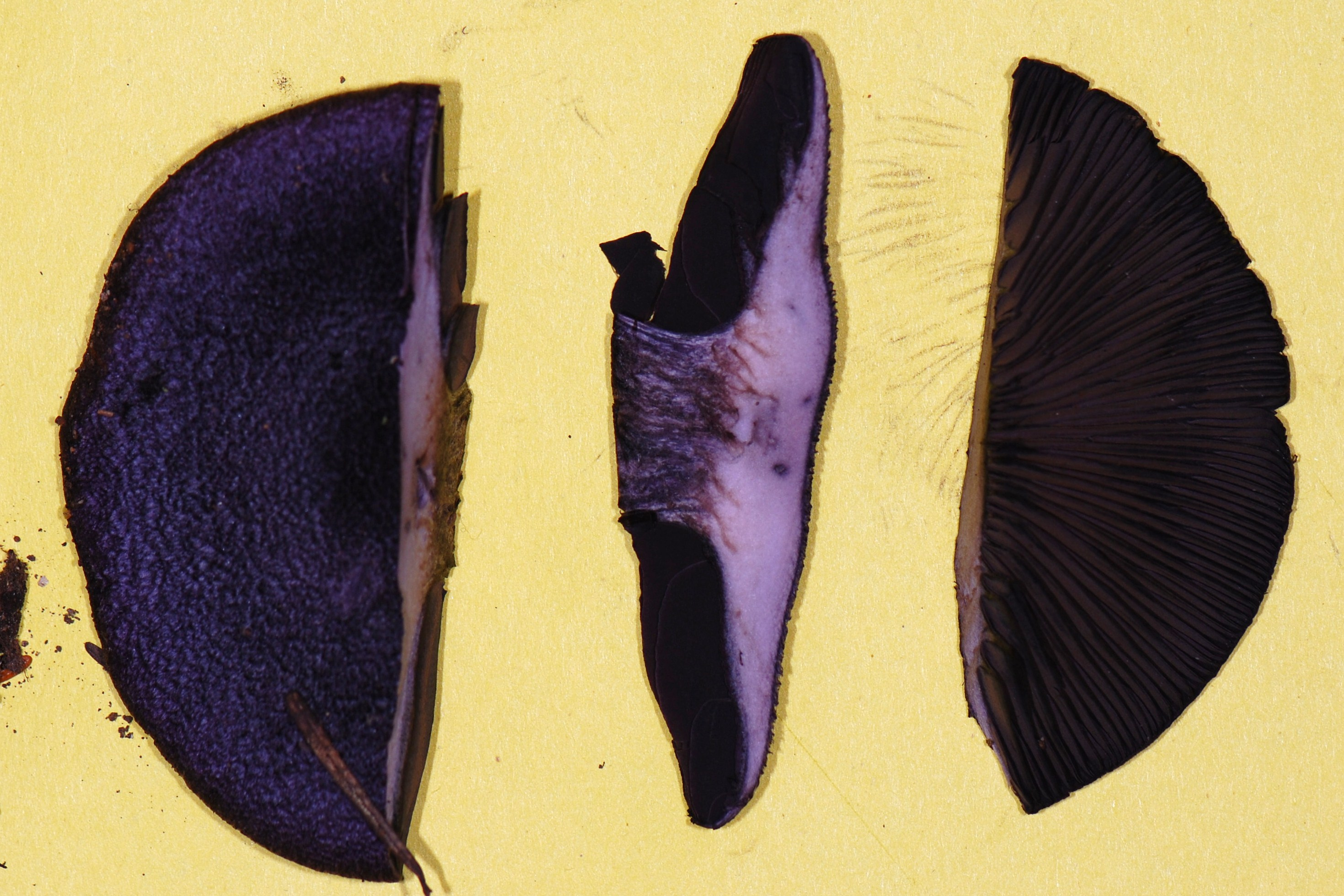
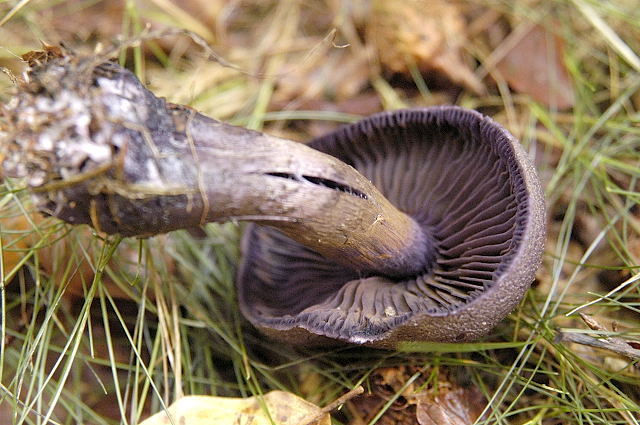
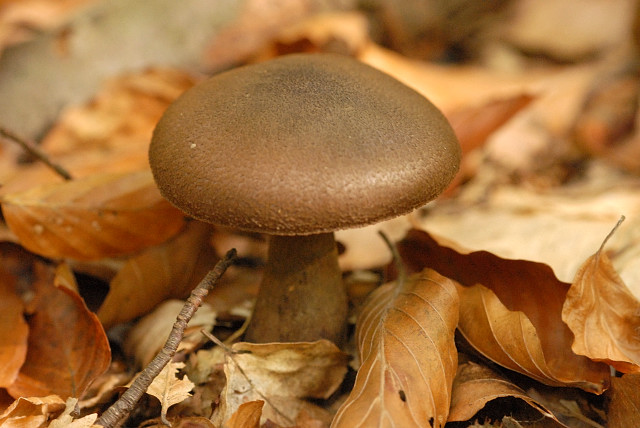
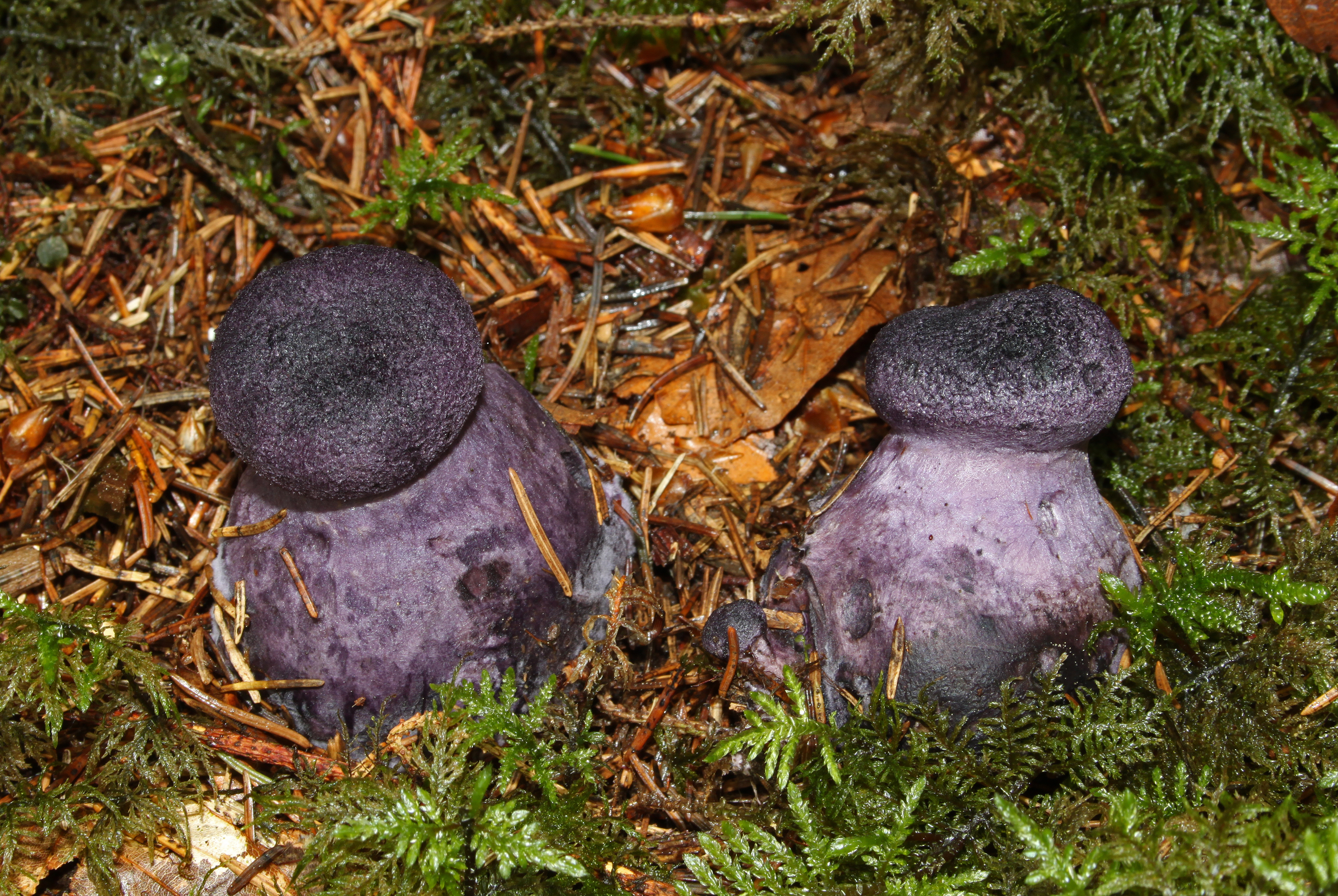
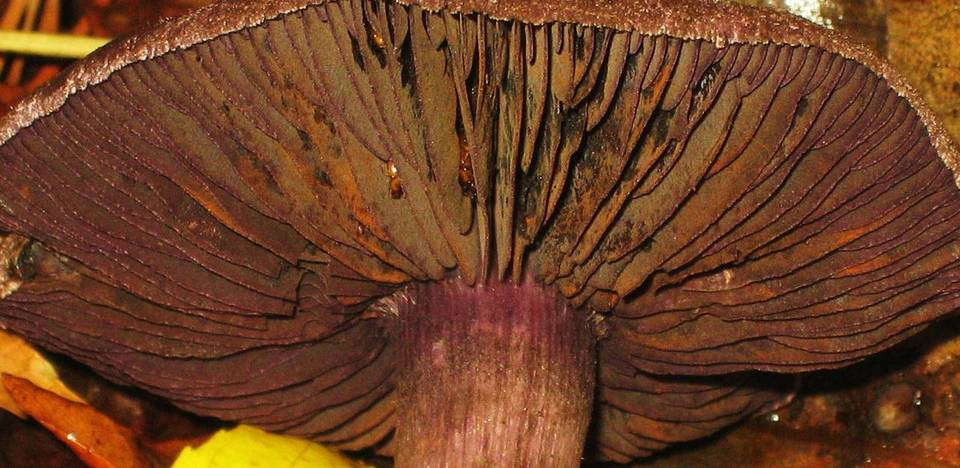
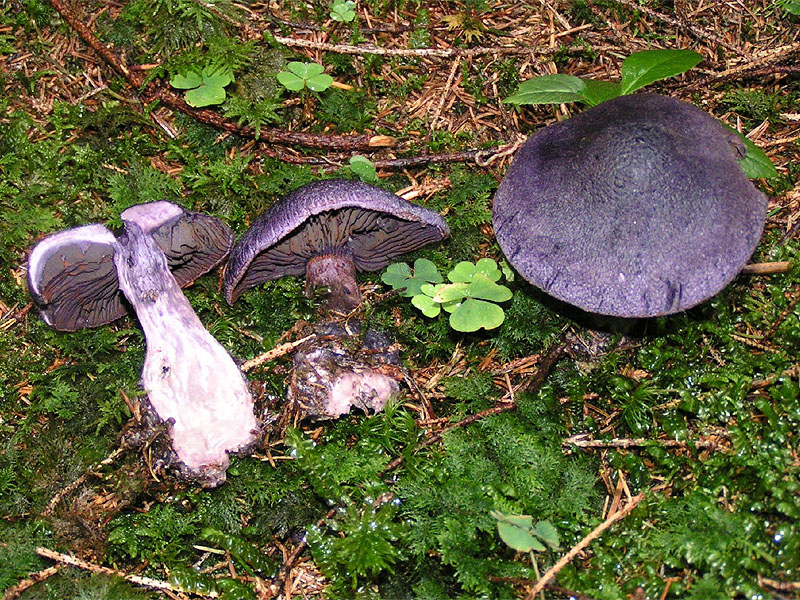
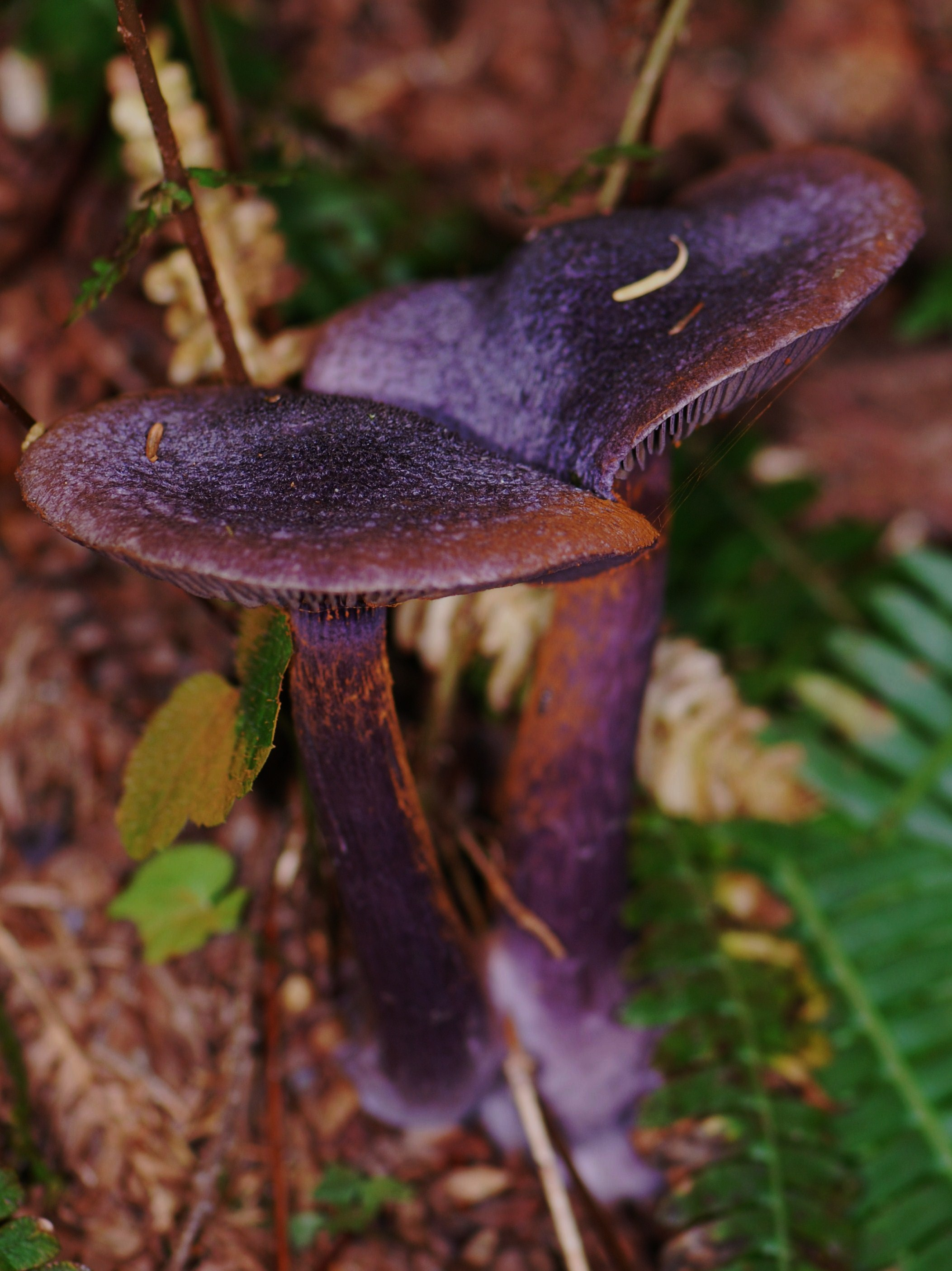